# Роковая ночь (фильм, 1948)
«Роковая ночь» (англ. The Fatal Night) — экранизация рассказа Майкла Арлена «Джентльмен из Америки» .

## Сюжет
Пьюс заключает пари с друзьями что он проведет ночь в доме с привидениями. Он берет с собой оружие и решает всю ночь не спать, так как всегда интересовался явлениями которые могли бы его напугать. Как обычно это бывает, друзья решают его разыграть, в то время как настоящий ужас охватывает героя когда он понимает что в этом доме взаправду происходят странные вещи. Помимо того что в этом доме были убиты две девушки, он также сталкивается с призраком.

## В ролях
- Лестер Фергюсон — Пьюс
- Лесли Армстронг — Сирил
- Патрик Макни — Тони
- Жан Шорт — Джеральдина
- Бренда Хоган — Джулия
- Обри Маллали — Йокел